# Надречозеро
Надречозеро — пресноводное озеро на территории Анхимовского сельского поселения Вытегорского района Вологодской области.

## Физико-географическая характеристика
Площадь озера — 1 км². Располагается на высоте 212,0 метров над уровнем моря.
Берега озера каменисто-песчаные, местами заболоченные.
Из залива на северо-западной стороне озера вытекает река Спасский, впадающая в реку Вытегру, впадающую, в свою очередь, в Онежское озеро.
Острова на озере отсутствуют.
С востока к озеру подходит лесная дорога.
Населённые пункты вблизи водоёма отсутствуют. На берегах озера расположены урочища Даньшино, Пашково и Сельга на месте опустевших одноимённых деревень.
Код объекта в государственном водном реестре — 01040100611102000020117.